# Богоїна
Богоїна (словен. Bogojina) — поселення в общині Моравське Топлице, Помурський регіон, Словенія. Висота над рівнем моря: 183,4 м.